# 妙覚寺 (岡山市)
妙覚寺（みょうかくじ）は、岡山県岡山市北区御津金川にある、日蓮宗不受不施派の祖山。山号は龍華山。

## 歴史
- 1882年（明治15年） 日蓮宗不受不施派の日正は江戸時代後期の医師難波抱節の宅跡を入手し、妙覚寺を建立する。
- 2003年（平成15年） 住職の寝タバコの不始末を原因とする火災により、一部が焼失し住職が焼死する不祥事を起こす。その後、再建する。

## 文化財
- 紙本著色花鳥図 長谷川信春筆 六曲屏風一隻（国の重要文化財）
- 紙本淡彩世界図屏風（岡山県指定有形文化財）
- 紙本墨画清明上河図巻（岡山県指定有形文化財）
- 木造大黒天立像（岡山県指定有形文化財）
- 梵鐘（岡山県指定有形文化財）
- 銅板法華経（岡山県指定有形文化財）
- 愛染明王画像（岡山市指定有形文化財）
- 切支丹灯篭（岡山市指定有形文化財）
- 織田信長書状（岡山市指定有形文化財）
- 妙国寺文書（岡山市指定有形文化財）
- 難波抱節宅跡（岡山市指定有形文化財）
- 日円上人塚	千葉県匝瑳市飯高1697-1に所在（匝瑳市指定史跡）

## 交通アクセス
- 西日本旅客鉄道津山線金川駅から徒歩10分。

## 関連寺院
- 妙善寺 (岡山市)

## 関連人物
- 日蓮（開山）
- 日朗（二世）
- 日像（三世）
- 朗源（四世）
- 日実（五世）
- 日成（六世）
- 日そん（七世）
- 日延（八世）
- 日善（九世）
- 日意（十世）
- 日寮（十一世）
- 日住（十二世）
- 日享（十三世）
- 日護（十四世）
- 日賞（十五世）
- 日兆（十六世）
- 日顕（十七世）
- 日ぎょう（十八世）
- 日典（十九世）
- 日奥（二十世）
- 日妙（二十一世）
- 日範（二十二世）
- 日光（二十三世）
- 日護（二十四世）
- 日賞（二十五世）
- 日兆（二十六世）
- 日顕（二十七世）
- 日ぎょう（二十八世）
- 日典（二十九世）
- 日奥（三十世）
- 日樹（三十一世）
- 日そん（三十二世）
- 日述（三十三世）
- 日起（三十四世）
- 日清（三十五世）
- 日要（三十六世）
- 日億（三十七世）
- 日助（三十八世）
- 日信（三十九世）
- 日然（四十世）
- 日縁（四十一世）
- 日珠（四十二世）
- 日妙
- 日恵（四十三世）
- 日正（四十四世）
- 日解（四十五世）
- 日寿（四十六世）